# Hoài Lai
Hoài Lai (chữ Hán giản thể: 怀来县) là một huyện thuộc địa cấp thị Trương Gia Khẩu, tỉnh Hà Bắc, Cộng hòa Nhân dân Trung Hoa. Huyện này có diện tích 1793 ki-lô-mét vuông, Dân số năm 1999 là 327.684 người.. Mã số bưu chính của Hoài An là 075400. Chính quyền huyện Hoài Lai đóng ở trấn Sa Thành. Huyện này nằm ở thượng lưu sông Vĩnh Định, giáp với Bắc Kinh (cách trung tâm Bắc Kinh 120 km về phía đông), phía tây cách trung tâm Trương Gia Khẩu 87 km. 